# Seznam azerbajdžanskih znanstvenikov
Seznam azerbajdžanskih znanstvenikov.

## A
- Telman Aliyev
- Zarifa Aliyeva
- Hamid Arasly

## B
- Yahya Bakuvi

## G
- Vougar Garadaghly
- Vafa Guluzade

## H
- Elshan Hajizadeh

## I
- Nasir Imanguliyev
- Hamlet Isakhanli

## J
- Aziza Jafarzadeh

## K
- George Kechaari
- Kerim Kerimov
- Yusif Kerimov
- Elchin Khalilov

## M
- Vasim Mammadaliyev
- Yusif Mammadaliyev
- Garib Mammadov
- Yaqub Mammadov

## S
- Arif Salimov

## Z
- Lotfi A. Zadeh /Lotfi Aliasker Zadeh (1921 – 2017)
- Hasan bey Zardabi